# August Dvorak
August Dvorak (5 de mayo de 1894 - 10 de octubre de 1975) fue psicólogo y profesor de educación en la Universidad de Washington en Seattle, Washington. Él y su cuñado, William Dealey, son conocidos principalmente como los creadores de la disposición del teclado simplificado Dvorak en los años 1930, como alternativa a la disposición de teclado QWERTY. En los años 1940, Dvorak diseñó también disposiciones de teclado para una sola mano.
Dvorak y Dealey, junto con Nellie Merrick y Gertrudis Ford, escribieron el libro Typewriting Behavior, un profundo informe sobre la psicología y la fisiología de la mecanografía. Esta obra, publicada en 1936, puede encontrarse en las bibliotecas importantes.
Era pariente lejano del compositor Antonin Dvorak.
- Datos: Q761155

Diseño también disposiciones de teclado para una sola mano.